# Milan Šimáček (1962)
Milan Šimáček (21. dubna 1962, Hodonín – 25. září 2018, Praha) byl český herec, komik, publicista, pedagog a kulturní činovník; vystudovaný ekonom, literát a žurnalista. Nejvýraznější role sehrál hned v začátcích kariéry na přelomu 80. a 90. let, ve filmech Blázni a děvčátka, Tankový prapor a Černí baroni. Později účinkoval zejména v televizi. Vyznačoval se kontrastem hřmotné postavy a dobráckého výrazu s nezaměnitelným chraplavým hlasem. Kromě herectví se Milan Šimáček věnoval také publicistice. 

## Biografie
Vyrůstal na Slovácku, absolvoval gymnázium ve Strážnici. Pak přesídlil do Prahy, kde žil se svou rodinou.
Působil v různých manažerských funkcích v divadle Ypsilon, na Divadelní fakultě AMU, v Paláci kultury nebo na VOŠ publicistiky. Byl také tiskovým mluvčím Hospodářské komory v Praze, zástupcem šéfredaktora týdeníku Naše rodina a zasedal v mnoha porotách na mezinárodních filmových festivalech.
Byl členem KDU-ČSL, za kterou roku 2013 kandidoval do Poslanecké sněmovny.
S manželkou Marií měl dvě dcery Hanu a Kateřinu.
Zemřel na rakovinu jater.

## Filmy – výběr
- Blázni a děvčátka (1989) – Pepíček Várlich
- Poslední motýl (1990)
- Tankový prapor (1991) – rotmistr Soudek
- Černí baroni (1992) – vojín Vata z Ivančic
- Ještě větší blbec, než jsme doufali (1994)
- Nebezpečná kořist (1995)
- Mach, Šebestová a kouzelné sluchátko (2001)
- Obsluhoval jsem anglického krále (2006)
- Křídla Vánoc (2013)
- Nabarvené ptáče (2019)